# Dan Hardy
Daniel Mark Hardy (Nottingham, 17 maggio 1982) è un commentatore sportivo ed ex lottatore di arti marziali miste britannico.
Ha combattuto come peso welter nella prestigiosa organizzazione statunitense UFC, nella quale è stato anche un contendente al titolo nel 2010.
In precedenza è stato campione dei pesi welter e l'unico campione dei pesi superleggeri nella promozione inglese Cage Warriors.
Dal periodo del suo ritiro dall'attività agonistica, avvenuto nel 2014 a causa di problemi fisici, Hardy lavora come commentatore per l'UFC.

## Biografia
Dan Hardy è un amante della cultura punk, come testimonia anche il suo look. È sponsorizzato dall'etichetta discografica Earache Records e ha collaborato per un brano con la band Oi! Cock Sparrer.
All'età di sei anni iniziò a praticare taekwondo mentre dal 2002 si è concentrato sugli altri stili di combattimento come il jiu jitsu brasiliano. Sempre nel 2002 si recò in Cina per allenarsi con i monaci Shaolin.

## Carriera nelle arti marziali miste

### Cage Warriors
La carriera di Hardy come professionista delle arti marziali miste inizia nel 2004 con un incontro per la promozione britannica Extreme Brawl, incontro che Hardy perde per sottomissione.
L'anno non è dei migliori e termina con un record personale di 3-2.
Dal 2005 inizierà il suo regno nella Cage Warriors, organizzazione molto prestigiosa a livello nazionale, dove vince i titoli dei pesi welter e pesi superleggeri e infila un record parziale di 16-4 (1) dal 2005 al 2008, anno del suo approdo alla statunitense UFC.
In mezzo combatte anche per la nipponica GCM e sconfigge per KO il futuro campione M-1 Global Daniel Weichel.

### Ultimate Fighting Championship
L'esordio di Hardy in UFC è datato 18 ottobre 2008 e trattasi di una vittoria di misura su Akihiro Gono, con due giudici di gara su tre a favore di Hardy per un solo punto di vantaggio, e tenendo conto che Gono venne penalizzato di un punto per aver colpito Hardy con una ginocchiata alla testa mentre il britannico era a terra.
Nel 2009 infila la seconda vittoria consecutiva in UFC mettendo KO Rory Markham con un gancio sinistro dopo poco più di un minuto di gara.
Lo stesso anno affrontò Marcus "Celtic Warrior" Davis, un irlando-americano che vantava una buona striscia di vittorie in UFC ottenute prevalentemente su suolo britannico e contro avversari inglesi: nacque un diss tra i due su un virtuale confronto "Regno Unito contro Irlanda", con Hardy che nel pre-match continuò a gettare benzina sul fuoco, affermando che il sito internet di Davis sembrava un "negozio di oggettistica per il giorno di San Patrizio".
L'incontro tra i due terminò con una discutibile vittoria ai punti di Hardy, con un infuriato Davis che chiese la rivincita con un combattimento in Irlanda o a Boston.
Nel successivo incontro per la quarta volta consecutiva Hardy lottò in Europa e per la terza volta nel suo paese, il Regno Unito, in un incontro che metteva in palio il posto di primo sfidante alla cintura dei pesi welter UFC, detenuta da Georges St-Pierre.
Hardy affrontò Mike Swick al posto dell'infortunato Kim Dong-Hyun, vincendo ai punti e divenendo il primo lottatore britannico a lottare per un titolo UFC.
La sfida per il titolo tra St-Pierre e Hardy si svolse il 27 marzo 2010 a Newark.
Hardy perse meritatamente e St-Pierre riuscì a sottomettere l'inglese prima con un armbar e poi con un kimura, ma in entrambe le situazioni Hardy si rifiutò di cedere a rischio di fratturarsi le braccia. Il punteggio finale fu di 50-43, 50-44 e 50-45, e durante un'intervista nel dopo-gara dove gli venne chiesto perché non effettuò il tap per cedere durante le prese di sottomissione di St-Pierre, disse: "....tap?...Non conosco il significato della parola tap.".
Dopo la sfida per il titolo si assiste ad un declino di risultati di Hardy, che perde altri tre incontri consecutivi per mano della stella emergente Carlos Condit, di Anthony Johnson e di un Chris Lytle prossimo al ritiro.
Hardy rinasce nel 2012 grazie ad una vittoria per KO sul kickboxer Duane Ludwig, arriva a metà della prima ripresa, vittoria che gli garantisce anche il premio Knockout of The Night della serata.
Lo stesso anno si impone ai punti su Amir Sadollah davanti ai suoi concittadini di Nottingham.
Nel 2013 Hardy patì problemi al cuore che gli impedirono di prendere parte alla sfida contro Matt Brown e anzi fecero aumentare le voci su un suo possibile ritiro dalle MMA; venne riscontrata in lui la sindrome di Wolff-Parkinson-White, e Hardy restò lontano dalla gabbia per l'intero anno.
Nel 2014 trovò lavoro anche come commentatore sportivo per la piattaforma UFC Fight Pass e come intervistatore per alcuni eventi europei dell'UFC, di fatto ritirandosi dall'attività agonistica.

## Risultati nelle arti marziali miste
| Risultato  | Record    | Avversario        | Metodo                           | Evento                              | Data              | Round | Tempo | Città                        | Note                                                |
| ---------- | --------- | ----------------- | -------------------------------- | ----------------------------------- | ----------------- | ----- | ----- | ---------------------------- | --------------------------------------------------- |
| Vittoria   | 25-10 (1) | Amir Sadollah     | Decisione (unanime)              | UFC on Fuel TV: Struve vs. Miocic   | 29 settembre 2012 | 3     | 5:00  | Nottingham, Regno Unito      |                                                     |
| Vittoria   | 24-10 (1) | Duane Ludwig      | KO (pugno e gomitate)            | UFC 146: Dos Santos vs. Mir         | 26 maggio 2012    | 1     | 3:51  | Las Vegas, Stati Uniti       |                                                     |
| Sconfitta  | 23-10 (1) | Chris Lytle       | Sottomissione (ghigliottina)     | UFC Live: Hardy vs. Lytle           | 14 agosto 2011    | 3     | 4:16  | Milwaukee, Stati Uniti       |                                                     |
| Sconfitta  | 23-9 (1)  | Anthony Johnson   | Decisione (unanime)              | UFC Fight Night: Nogueira vs. Davis | 26 marzo 2011     | 3     | 5:00  | Seattle, Stati Uniti         |                                                     |
| Sconfitta  | 23-8 (1)  | Carlos Condit     | KO (pugno)                       | UFC 120: Bisping vs. Akiyama        | 16 ottobre 2010   | 1     | 4:27  | Londra, Regno Unito          |                                                     |
| Sconfitta  | 23-7 (1)  | Georges St-Pierre | Decisione (unanime)              | UFC 111: St-Pierre vs. Hardy        | 27 marzo 2010     | 5     | 5:00  | Newark, Stati Uniti          | Per il titolo dei Pesi Welter UFC                   |
| Vittoria   | 23-6 (1)  | Mike Swick        | Decisione (unanime)              | UFC 105: Couture vs. Vera           | 14 novembre 2009  | 3     | 5:00  | Manchester, Regno Unito      | Eliminatoria per il titolo dei Pesi Welter UFC      |
| Vittoria   | 22-6 (1)  | Marcus Davis      | Decisione (non unanime)          | UFC 99: The Comeback                | 13 giugno 2009    | 3     | 5:00  | Colonia, Germania            |                                                     |
| Vittoria   | 21-6 (1)  | Rory Markham      | KO (pugno)                       | UFC 95: Sanchez vs. Stevenson       | 21 febbraio 2009  | 1     | 1:09  | Londra, Regno Unito          |                                                     |
| Vittoria   | 20-6 (1)  | Akihiro Gono      | Decisione (non unanime)          | UFC 89: Bisping vs. Leben           | 18 ottobre 2008   | 3     | 5:00  | Birmingham, Regno Unito      | Debutto in UFC                                      |
| Vittoria   | 19-6 (1)  | Daniel Weichel    | KO Tecnico (gomitate)            | UF: Punishment                      | 3 maggio 2008     | 2     | -     | Doncaster, Regno Unito       |                                                     |
| Vittoria   | 18-6 (1)  | Chad Reiner       | KO Tecnico (pugni)               | CWFC: Enter the Rough House 6       | 19 aprile 2008    | 3     | 2:10  | Nottingham, Regno Unito      | Difende il titolo dei Pesi Welter Cage Warriors     |
| Vittoria   | 17-6 (1)  | Manuel Garcia     | Sottomissione (pugni)            | CWFC: Enter The Rough House 5       | 8 dicembre 2007   | 1     | 2:21  | Nottingham, Regno Unito      |                                                     |
| Sconfitta  | 16-6 (1)  | Yoshiyuki Yoshida | Squalifica (calcio all'inguine)  | GCM: Cage Force 5                   | 1º dicembre 2007  | 2     | 0:04  | Tokyo, Giappone              |                                                     |
| Vittoria   | 16-5 (1)  | Hidetaka Monma    | KO Tecnico (stop medico)         | GCM: Cage Force 4                   | 8 settembre 2007  | 3     | 0:29  | Tokyo, Giappone              |                                                     |
| Vittoria   | 15-5 (1)  | Daizo Ishige      | Decisione (unanime)              | GCM: Cage Force EX Eastern Bound    | 27 maggio 2007    | 3     | 5:00  | Tokyo, Giappone              |                                                     |
| Vittoria   | 14-5 (1)  | Willy Ni          | Sottomissione (ghigliottina)     | CWFC: Enter The Rough House 2       | 28 aprile 2007    | 2     | 0:39  | Nottingham, Regno Unito      |                                                     |
| Vittoria   | 13-5 (1)  | Alexandre Izidro  | KO Tecnico (pugni)               | CWFC: Enter The Rough House         | 9 dicembre 2006   | 3     | 4:56  | Nottingham, Regno Unito      | Vince il titolo dei Pesi Superleggeri Cage Warriors |
| Vittoria   | 12-5 (1)  | Danny Rushton     | KO Tecnico (ritiro)              | CWFC: Showdown 1                    | 16 settembre 2006 | 1     | 5:00  | Sheffield, Regno Unito       |                                                     |
| Sconfitta  | 11-5 (1)  | David Baron       | Decisione                        | 2H2H: Road to Japan                 | 18 giugno 2006    | 2     | 3:00  | Paesi Bassi                  |                                                     |
| Sconfitta  | 11-4 (1)  | Forrest Petz      | Decisione (unanime)              | Fightfest 2                         | 14 aprile 2006    | 3     | 5:00  | Canton, Stati Uniti          |                                                     |
| Vittoria   | 11-3 (1)  | Diego Gonzalez    | KO Tecnico (stop medico)         | CWFC: Strike Force 5                | 25 marzo 2006     | 3     | 0:19  | Coventry, Regno Unito        | Difende il titolo dei Pesi Welter Cage Warriors     |
| Vittoria   | 10-3 (1)  | Matt Thorpe       | Decisione (non unanime)          | CWFC: Strike Force 4                | 26 novembre 2005  | 3     | 5:00  | Coventry, Regno Unito        | Vince il titolo dei Pesi Welter Cage Warriors       |
| No Contest | 9-3 (1)   | Diego Gonzalez    | No Contest                       | CWFC: Strike Force 3                | 1º ottobre 2005   | 2     | 1:19  | Coventry, Regno Unito        |                                                     |
| Vittoria   | 9-3       | Sami Berik        | Decisione (unanime)              | CWFC: Quest 3                       | 17 settembre 2005 | 3     | 5:00  | Sheffield, Regno Unito       |                                                     |
| Vittoria   | 8-3       | Lautaro Arborelo  | KO Tecnico (pugni)               | CWFC: Strike Force 2                | 16 luglio 2005    | 3     | 3:52  | Coventry, Regno Unito        |                                                     |
| Vittoria   | 7-3       | Alexandre Izidro  | Decisione (unanime)              | KOTC: Warzone                       | 24 giugno 2005    | 2     | 5:00  | Sheffield, Regno Unito       |                                                     |
| Vittoria   | 6-3       | Stuart Barrs      | KO Tecnico (pugni)               | UK: Storm                           | 18 giugno 2005    | 2     | 2:44  | Birmingham, Regno Unito      |                                                     |
| Sconfitta  | 5–3       | David Baron       | Sottomissione (triangolo)        | CWFC: Strike Force                  | 21 maggio 2005    | 2     | 3:10  | Coventry, Regno Unito        |                                                     |
| Vittoria   | 5–2       | Andy Walker       | KO Tecnico (pugni)               | CWFC: Quest'1                       | 8 aprile 2005     | 1     | 3:26  | Sheffield, Regno Unito       |                                                     |
| Vittoria   | 4–2       | Lee Doski         | Sottomissione (infortunio)       | Fight Club UK 1                     | 29 gennaio 2005   | 2     | -     | Sheffield, Regno Unito       |                                                     |
| Vittoria   | 3–2       | Aaron Barrow      | KO (calcio alla testa e pugni)   | CWFC 9: Xtreme Xmas                 | 18 dicembre 2004  | 1     | 0:13  | Sheffield, Regno Unito       |                                                     |
| Sconfitta  | 2–2       | Pat Healy         | Sottomissione (ghigliottina)     | Absolute FC 10                      | 30 ottobre 2004   | 1     | 3:50  | Fort Lauderdale, Stati Uniti |                                                     |
| Vittoria   | 2–1       | Andy Melia        | Sottomissione (pugni)            | CWFC 8: Brutal Force                | 18 settembre 2004 | 2     | 3:55  | Sheffield, Regno Unito       | Debutto in Cage Warriors                            |
| Vittoria   | 1–1       | Paul Jenkins      | Decisione (maggioranza)          | Full Contact Fight Night 2          | 14 agosto 2004    | 3     | 5:00  | Portsmouth, Regno Unito      |                                                     |
| Sconfitta  | 0–1       | Lee Doski         | Sottomissione (rear naked choke) | Extreme Brawl 7                     | 6 giugno 2004     | 2     | 4:59  | Bracknell, Regno Unito       |                                                     |